# Натан Агмон
Натан Агмон (при народженні Бистрицький, 7 серпня 1896 року, Звенигородка — 1980, Ізраїль) — ізраїльський письменник, драматург, перекладач, редактор і літературний критик.

## Біографія
Народився в купецькій сім'ї Самуїла та Белли Бистрицьких. Отримав традиційну єврейську освіту. Свою літературну кар'єру почав ще в Росії, опублікувавши в єврейських журналах ряд літературно-критичних оглядів. В Ерец-Ісраель — з 1920 р.; в 1922-52 рр. працював в центральному управлінні Єврейського національного фонду в Єрусалимі, де керував відділами молоді та інформації.
Переклав на іврит «Хитромудрий ідальго Дон Кіхот Ламанчський» Мігеля де Сервантеса (1958) і вірші Пабло Неруди.

## Твори
- роман «Ямім ве-лейлот» («Дні та ночі»);
- п'єса «Ієхуда іш Крайот» («Юда Іскаріот», 1930);
- п'єса «Шабтай Цві» («Саббатай Цві», 1931);
- п'єса «Лейл Іерушалаім» («Ніч Єрусалиму», 1934);
- п'єса «Іерушалаім ве-Ромі» («Єрусалим і Рим»);
- п'єса «Йосип Флавій» (1939);
- п'єса «Ієшуа мі-Нацерет» («Ісус з Назарету», 1941);
- п'єса «Махлефот Авшалом» («Локони Авесалома», 1960);
- «Хазон ха-адам» («Бачення людини», 1964)